# Marxismo occidental

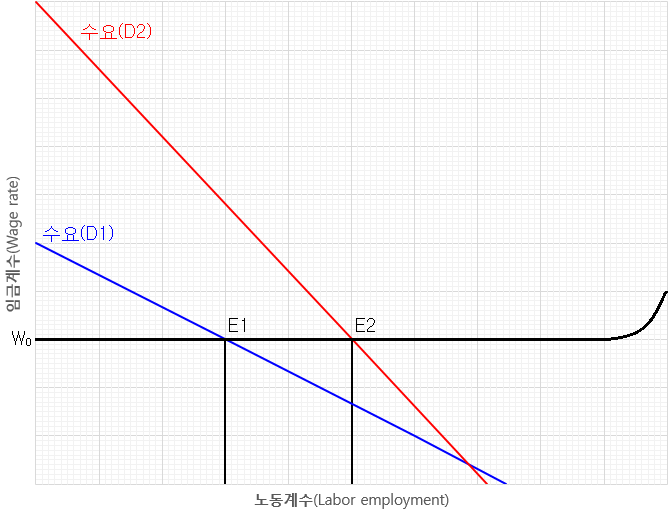
Teoría de la tasa decreciente de ganancia en la economía de Marx

El marxismo occidental es una corriente de teóricos marxistas que comenzó en Europa central y occidental luego de la revolución de octubre de 1917, y es contraria a la filosofía en la Unión Soviética. 
Los libros History and Class Consciousness (Historia y conciencia de clase) por Georg Lukács y Marxism and Philosophy (Marxismo y filosofía) por Karl Korsch, publicados por primera vez en 1923, a veces son consideradas las obras que inauguraron esta corriente, aunque el término en sí mismo fue acuñado recién en 1953 por Maurice Merleau-Ponty. La mayoría de sus proponentes han sido académicos profesionales.

## Elementos distintivos
Aunque han existido muchas escuelas de Marxismo, como el austromarxismo o el comunismo de izquierda de Antonie Pannekoek o Rosa Luxemburg, que se diferencian del marxismo-leninismo, el término "marxismo occidental" usualmente se aplica a los teóricos marxistas quienes minimizan la primacía del análisis económico, y se interesan las áreas abstractas y filosóficas del marxismo. Durante sus años más tempranos, el elemento más característico del marxismo occidental fue un énfasis en los componentes hegelianos y humanistas del pensamiento de Marx, aunque formas posteriores del marxismo occidental, como el marxismo estructural, han sido antihumanistas. El marxismo occidental a veces enfatiza la importancia del estudio de la cultura para una comprensión marxista adecuada de la sociedad. Entonces los marxistas occidentales han elaborado variaciones a menudo complejas en las teorías de ideología y superestructura, que sólo son bosquejadas muy ligeramente en las escrituras de Marx y Engels sí mismos.

## Compromisos políticos
Los marxistas occidentales han variado en términos de compromiso político: Lukács, Gramsci y Althusser (conocido por su supuesto "antihumanismo") fueron socios de partidos alineados con los Soviéticos; Karl Korsh fue muy crítico del marxismo soviético, y abogó por el comunismo consejista después de inclinarse por el anarquismo; los teóricos principales de la Escuela de Fráncfort, Max Horkheimer y Theodor Adorno iniciaron la construcción la denominada teoría crítica; Herbert Marcuse, miembro de la primera generación de la Escuela de Fráncfort también fue conocido como el 'padre' de la Nueva Izquierda'; Sartre, Merleau-Ponty y Lefebvre apoyaron, en distintos períodos, al Partido Comunista de Francia, pero todos acabaron desencantados con él; Ernst Bloch vivía en y apoyó a la Unión Soviética, pero perdió su fe hacia el fin de su vida. El maoísmo y Trotskismo también influyeron en el marxismo occidental.

## Representantes

### Antonio Gramsci
Sus padres fueron Francesco Gramsci (1860-1937) y Giuseppina Marcias (1861-1932). Francesco era originario de Gaeta y estudiaba derecho, pero a causa de la pobreza de su familia debió encontrar rápido un trabajo y partió para Cerdeña. Corría el año 1881 y se emplearía en la oficina de registro de Ghilarza (provincia de Oristán).. Allí conoce a Peppina, que sólo había estudiado hasta tercero de primaria y se casan, a pesar de la oposición de los padres de ella. Durante este período nacieron sus hijos: Gennaro (1884), Grazietta (1887), Emma (1889) y el 22 de enero de 1891, en Ales, Antonio, bautizado el 29 de enero.
El año siguiente los Gramsci se mudaron a Sorgono (provincia de Nuoro), donde nacen sus hijos: Mario en 1893, Teresina en 1895 y Carlos en 1897. Arrestado el 9 de agosto de 1898 con la acusación de peculado, concusión y falsedad en actos, Francesco Gramsci es condenado el 27 de octubre de 1900 al mínimo de la pena con la atenuante del “leve valor”: 5 años, 8 meses y 22 días de cárcel, para expiar en Gaeta. Privada del sueldo del padre, para la familia Gramsci son años de extrema miseria. Antonio, por una caída a los tres años, sufre un traumatismo que le provoca una deformación en su columna y no crece más: su altura no superará el metro y medio. Aunque según la autopsia y los datos que dan en la "Casa-museo de Antonio Gramsci" en Ghilarza, estaba enfermo de tuberculosis ósea, lo que le impidió el crecimiento. Y ya poco antes de la muerte le afectó en los pulmones.
Antonio comienza a asistir a la escuela primaria a los siete años y la concluye en 1903 con el máximo de calificaciones. Sin embargo, las condiciones de la familia no le permiten inscribirse a la secundaria y da su pequeña contribución a la economía doméstica trabajando en la Oficina del Catastro por 9 liras al mes, el equivalente a un kilo de pan al día. Trabajaba diez horas al día removiendo «registros que pesaban más que yo y muchas noches lloraba a escondidas porque me dolía mucho el cuerpo».
El 31 de enero de 1904 Francesco cumple su condena. Es rehabilitado y obtendrá un empleo de escribano en la Oficina del Catastro. Antonio puede inscribirse en la secundaria municipal de Santu Lussurgiu, a 18 kilómetros de Ghilarza, «una pequeña escuela en la cual tres presuntos profesores regañaban, con caras exageradamente sombrías, durante las cinco clases». Con esta preparación aventurada logra graduarse en Oristán y en el verano de 1908 se inscribe en el liceo de Torri de Cagliari, donde comparte una pensión junto a su hermano Gennaro, que trabaja en una fábrica de hielo.
El hermano, después de prestar el servicio militar en Turín, había regresado a Cerdeña "convertido" en militante socialista. Así, Antonio puede leer libros, periódicos y opúsculos socialistas, como también las novelas populares de Carolina Invernizio y de Antón Giulio Barrili. También lee a Grazia Deledda pero no la aprecia, considerando que la visión que la escritora manifestaba era sustancialmente folclorística. Lee el Marzocco, La Voz de Giuseppe Prezzolini, Giovanni Papini, Emilio Cecchi y sobre todo a Benedetto Croce y Salvemini.
Al fin del segundo año del instituto, pide a su profesor, director de la Unión Sarda, poder colaborar durante el verano en el periódico con breves correspondencias y el profesor lo acepta: el 20 de julio de 1910 recibe la credencial de periodista. El año siguiente se gradúa del liceo con ochos y un nueve en italiano.